# Simon Quaglio

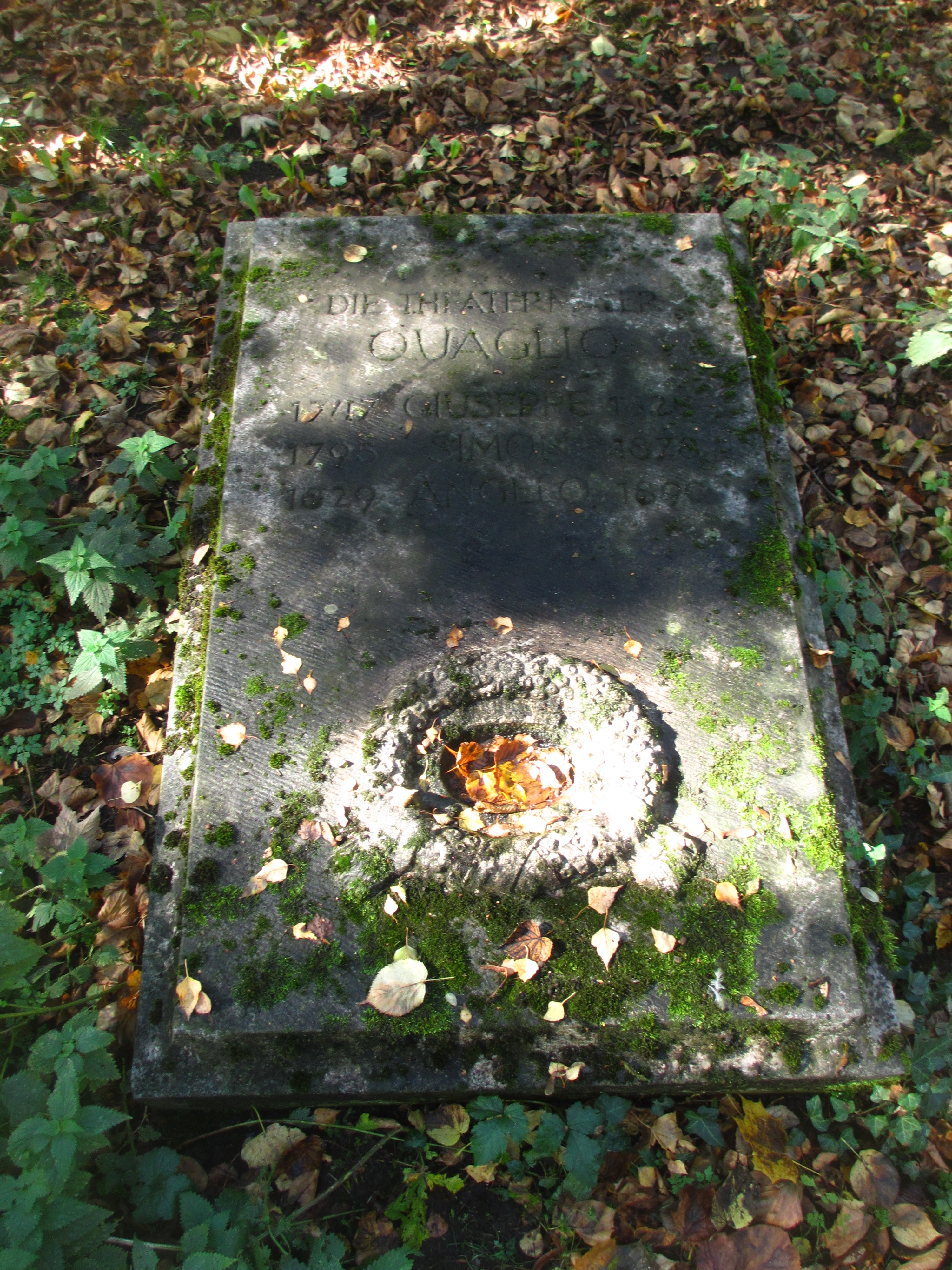
Grab von Simon Quaglio auf dem Alten Südlichen Friedhof in München (Foto 2014)

Simon Quaglio (* 23. Oktober 1795 in München; † 8. März 1878 ebenda) war ein deutscher Maler und Grafiker. Er war als Bühnenmaler, Bühnenbildner, Landschaftsmaler, und Lithograf tätig. Er entstammte der Künstlerfamilie Quaglio.

## Leben
Simon Quaglio, Sohn von Giuseppe Quaglio, war Schüler seines Vaters und seines Bruders Michel Angelo und wurde 1814 Hoftheatermaler in München. In den Anfangsjahren arbeitete er eng mit seinem Vater zusammen und übernahm nach dessen Tod (1828) die Oberleitung des Dekorationswesens. Simon Quaglio unterrichtete Wilhelm Meyer als Theater-Dekorationsmaler in München 1832.
Seit 1839 verwandte Quaglio als erster in Deutschland neben gemalten auch gebaute Dekorationen. 1840 reiste er zu Studienzwecken nach Paris und brachte als Verbesserung der Bühnentechnik das dreiwandige geschlossene Bühnenzimmer mit. Quaglio schuf rund 100 Gesamtentwürfe, unter anderem die Bühnenbilder für die Zauberflöte (1818), den Tannhäuser (1855) und den Lohengrin (1858). Daneben wirkte er als Landschafts-, Architekturmaler und Zeichner.
Er war der Vater von Angelo Quaglio II und Julius Quaglio sowie der Bruder von Angelo, Domenico und Lorenzo Quaglio.
Die Grabstätte der Malerfamilie Quaglio befindet sich auf dem Alten Südlichen Friedhof in München (Gräberfeld 9 – Reihe 5 – Platz 40/41) Standort.